# John Haynes (Gouverneur)

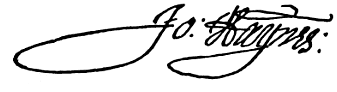
Unterschrift von John Haynes

John Haynes (* 1. Mai 1594 in Essex; † Januar 1653 in Hartford, Connecticut Colony) war ein englischer Kolonialmagistrat. Er diente als britischer Kolonialgouverneur in der Massachusetts Bay Colony und in acht Amtszeiten in der Connecticut Colony.

## Leben
John Haynes wurde im englischen Essex geboren, das als Hochburg der puritanischen Bewegung galt. Der Sohn von John Haynes und Mary Michel kam in England früh zu Reichtum und Landbesitz. Er heiratete Mary Thornton, mit der er sechs Kinder hatte. 1624 verstarb Mary Hayes.
Im Juli 1633 verließ er, nachdem er seinen Besitz und seine Kinder Vertrauten zur Obhut überlassen hatte, England und segelte nach Amerika. Hier ließ er sich zunächst in der Massachusetts Bay Colony nieder. Hayes lebte in Newtown, wohin er seine Kinder holte. 1636 heiratete er Mabel Harlakenden, mit der er fünf weitere Kinder hatte. Eines der Kinder von John Haynes war der spätere General Hezekiah Haynes, der als Soldat in der Armee von Oliver Cromwell diente.

## Politische Laufbahn

### Massachusetts
Hayes wurde 1634 zum Assistenten des Gerichts von Massachusetts gewählt. Im Folgejahr wurde er zum Gouverneur der Kolonie gewählt. Während seiner Amtszeit war Hayes mit einer Nahrungsmittelknappheit aufgrund starker Zuwanderung konfrontiert. Außerdem sorgten religiöse Unterschiede unter den Siedlern für Spannungen. Um beide Probleme zu lösen, unterstützte Hayes den Plan von Thomas Hooker, neues Siedlungsland zu erschließen, aus dem sich die Kolonie Connecticut entwickeln sollte. Nach dem regulären Ende seiner einjährigen Amtszeit als Gouverneur schloss sich Hayes den Auswanderern an und siedelte nach Connecticut über.

### Connecticut
Die Ansiedlung der Engländer in Connecticut führte zu Spannungen mit den lokalen Ureinwohnern, die sich ab 1636 im Pequot-Krieg entluden. Hayes wirkte hier vor allem als Diplomat, indem er versuchte, ein Bündnis mit Massachusetts gegen die Aufständischen zu schmieden. Parallel dazu war er an Friedensverhandlungen mit den Ureinwohnern beteiligt und gehörte 1638 zu den Unterzeichnern eines Abkommens mit den Mohegan und Narraganset.
Connecticut wurde formal 1638/39 durch die Verabschiedung der Fundamental Orders als englische Kolonie gegründet. Deren politische Verfasstheit war deutlich von Hayes Erfahrungen in Massachusetts beeinflusst. So dauerte die Amtszeit des Gouverneurs von Connecticut wie auch in Massachusetts nur ein Jahr, eine unmittelbare Wiederwahl war ebenfalls ausgeschlossen. Nachdem Hayes am 11. April 1639 zum ersten Gouverneur der neuen Kolonie gewählt worden war, bekleidete er bis zu seinem Tod abwechselnd die Posten des Gouverneurs und des Vizegouverneurs.
Während seiner Amtszeit setzte sich Hayes für einen Zusammenschluss der neuenglischen Kolonien ein, um Angriffe durch Ureinwohner und nicht-britische Europäer besser abwehren zu können. Seine Bemühungen mündeten 1843 in der Gründung der New England Confederation. Innerhalb der Kolonie war er um eine Befriedung der Konflikte zwischen Ureinwohnern und Siedlern bemüht. Zugleich förderte er die Ansiedlung britischer Kolonisten in (ehemals) niederländischen Kolonien.
Hayes verstarb schließlich im Januar 1653 in Hartford.

### Ehrungen
Hayes wurde auf dem Founder's Monument in Hartford verewigt, das 1837 als Obelisk errichtet wurde und alle Siedler namentlich erinnert, die sich vor 1640 in Hartford niedergelassen haben. Außerdem erinnern eine Straße in Hartfort und eine Statue an der Nordseite des Connecticut State Capitol an Hayes.